# 쉰들러 리스트
《쉰들러 리스트》(영어: Schindler's List)는 1993년 미국에서 만든 스티븐 스필버그 감독의 전쟁 휴먼 드라마 영화이다. 원작은 호주 작가 토머스 케닐리(Thomas Keneally)가 쓴 소설 《쉰들러의 방주》(Schindler's Ark)이다. 제목 "쉰들러 리스트"는 주인공 오스카르 쉰들러가 유대인들을 안전한 곳으로 피신시키기 위해서 작성했다는 9개의 명단이다. 감독의 의도로 인해 흑백 화면으로 만들어졌다.

## 줄거리
독일 사업가 오스카 쉰들러는 1939년 나치 독일에게 점령당한 폴란드에 이주한다. 그는 나치와 결탁해 임금을 줄 필요가 없는 유대인을 자신의 공장의 인력으로 이용하지만, 유대인 회계사 잇자크 스턴의 영향으로 마음 속의 양심을 발견한다. 쉰들러는 유대인을 자신의 공장에 취직시키는 방법으로 유대인들을 구하기 시작한다.

## 출연진
| 배우            | 등장 인물     | 인물 설명                   |
| --------------- | ------------- | --------------------------- |
| 리엄 니슨       | 오스카 쉰들러 | 독일인 사업가               |
| 벤 킹즐리       | 이차크 슈텐   | 유태인 회계사               |
| 랄프 파인스     | 아몬 괴트     | 나치 유태인 수용소장        |
| 캐럴라인 구돌   | 에밀리 쉰들러 | 오스카의 아내               |
| 엠베스 데이비츠 | 헬렌 히르슈   | 유태인 가정부               |
| 조너선 사갈     | 폴덱          | 쉰들러 공장에 납품하는 남자 |

## KBS 성우진 (1998년 3월 3일)
- 양지운 - 오스카 쉰들러(리엄 니슨)
- 이완호 - 이차크 슈텐(벤 킹즐리)
- 강구한 - 아몬 괴트(레이프 파인스)
- 강희선 - 에밀리 쉰들러(캐럴라인 구돌) / 잉글리드(베아트리스 마콜라) / 유대인(엘리나 뢰벤존)
- 윤소라 - 헬렌 히르슈(엠베스 데이비츠)
- 김태연 - 루돌프 회스(한스 마이클 레베르그)
- 조달호 - 랍비(에자 다간)
- 문영래 - 롤프 크주다(프리드리히 폰 툰) / 나치군 대령(마이클 Z. 호프만)
- 김정호 - 요제프 멩겔레(다니엘 델 폰테) / 교회 남자(스믈릭 레비) / 라디오 방송
- 성선녀 - 단카의 엄마(미리 파비안)
- 장승길 - 율리안 쉐르너(안드레 세베린) / 군더(그제고즈 다미엑키)
- 김익태 - 마르셀(마크 이바니어)
- 김수중 - 폴덱(조나단 사갈) / 나치 군인(노버트 와이저)
- 오인성 - 나치 군인(요아힘 파울 아스뷰크) / 유대인(피오트르 캐들칙)
- 이선 - 밀라(아디 닛잔) / 단카(안나 무하) / 유대인(마그달레나 드앤드올리안)

## 수상 내역
| 연도 | 주최국 | 주관           | 수상 부문                                              | 주석  |
| ---- | ------ | -------------- | ------------------------------------------------------ | ----- |
| 1994 | 미국   | 아카데미 상    | 작품상, 감독상, 각색상, 촬영상, 미술상, 음악상, 편집상 | [ 3 ] |
| 1994 | 미국   | 골든 글로브 상 | 작품상, 감독상, 각본상                                 | [ 4 ] |

## 최고의 영화 선정 리스트
| 연도 | 주최국 | 주관                                     | 선정 내용                              | 순위      | 주석                        |
| ---- | ------ | ---------------------------------------- | -------------------------------------- | --------- | --------------------------- |
| 2008 | 영국   | 《엠파이어》                             | 역대 가장 위대한 영화 500선            | 44위      | [ 5 ]                       |
| 2007 | 미국   | 미국 영화 연구소(AFI) 재선정             | 역대 위대한 미국 영화 100선            | 9위       | [ 6 ] [ 7 ] [ 8 ]           |
| 2005 | 미국   | IMDb 15주년 기념                         | 근래 15년(1990~2005), 최고의 영화 15선 | 11위      | [ 9 ] [ 10 ]                |
| 2005 | 미국   | 《타임》평론가                           | 최고의 영화 100선                      | 순위 없음 | [ 11 ] [ 12 ]               |
| 2005 | 미국   | 《시카고 썬-타임즈》 평론가, 로저 에버트 | 역대 위대한 영화 100선                 | 순위 없음 | [ 13 ] [ 14 ] [ 15 ] [ 16 ] |
| 2003 | 영국   | 《죽기 전에 꼭 봐야 할 영화 1001편》     | 《죽기 전에 꼭 봐야 할 영화 1001편》   | 순위 없음 | [ 17 ]                      |
| 1998 | 미국   | 미국 영화 연구소(AFI)                    | 역대 위대한 미국 영화 100선            | 9위       | [ 18 ]                      |

## 같이 보기

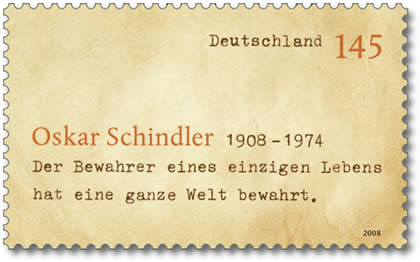
오스카 쉰들러 탄생 100주년 기념 스탬프.

- 오스카르 쉰들러
- 홀로코스트